# لیور اشکنازی
لیور اشکنازی بازیگر اهل کشور اسرائیل است.وی در کشور ترکیه زاده شد و در سال ۱۹۶۴ به اسرائیل مهاجرت کرد. پدرش «ساموئل» در چاپخانه کار می‌کرد و مادرش «ویکتوریا» یک زن خانه دار بود. از فیلم‌هایی که وی تاکنون بازی کرده‌است می‌توان به پانویس اشاره نمود که این فیلم نامزد جایزه ی اسکار شده بود.

## بخشی از فیلم‌شناسی
- خانه‌ای در مزرعه (صداپیشه) ۲۰۰۴
- تیزپا ۲۰۰۸
- پانویس ۲۰۱۱